# Ashkenaz
Ne doit pas être confondu avec Ashkénaze.
Ashkenaz (version King James), Aschkenaz (version Louis Segond) ou Askénaz (version Martin), de l'hébreu אַשְכְּנָז ('aškĕnāz), est un patriarche biblique, évoqué dans la Table des peuples (Genèse 10). Il est d'ascendance japhétique (par opposition aux Sémites et aux Hamites) puisqu'il est le fils aîné de Gomère, petit-fils de Japhet et arrière-petit-fils de Noé. Ses frères sont Riphath et Togarma.
Dans la Bible hébraïque, Ashkenaz correspond à un peuple établi au sud de la Russie, entre la mer Noire et la mer Caspienne, à proximité de l'Arménie et du cours supérieur de l'Euphrate. En plus de la Genèse, Ashkenaz figure dans un passage du livre de Jérémie, qui appelle les royaumes d'Ararat (une zone géographique correspondant à l'Urartu) et de Minni (les Mannéens) à détruire Babylone. Des chercheurs ont proposé d'identifier Ashkenaz à un peuple appelé Ashkuza (Ashguza ou Ishguza) en akkadien, même si la présence de la lettre nun dans le nom hébreu peut poser un problème pour cette identification. Des sources assyriennes mentionnent qu'Ashkuza et ses alliés de Minni  ont combattu les Assyriens sous le règne d'Assarhaddon. Ashkenaz est à rapprocher des peuples Scythes.
Dans les Antiquités juives, l'historien juif du Ier siècle Flavius Josèphe tente de rapprocher les généalogies bibliques avec les peuples qui lui sont contemporains. Il indique qu'Ashkenaz (Aschanaxes) correspond au peuple « que les Grecs aujourd'hui appellent Réginiens ». Les « Réginiens » auxquels fait allusion Josèphe ne sont pas clairement identifiés. Il s'agit peut-être d'une région correspondant à la Bithynie, puisque les deux frères d'Ashkenaz, Riphath et Togarma, sont dits occuper des territoires  voisins de la Bithynie (Riphath occupe le territoire des Paphlagoniens et Togarma celui des Phrygiens). On peut aussi proposer de voir dans les « Réginiens » les habitants de Rhegium en Grande-Grèce.
Dans la littérature rabbinique médiévale, le nom « Ashkenaz » est utilisé pour désigner l'Allemagne et nord de la France.